# Salvatore Bruno (scultore)

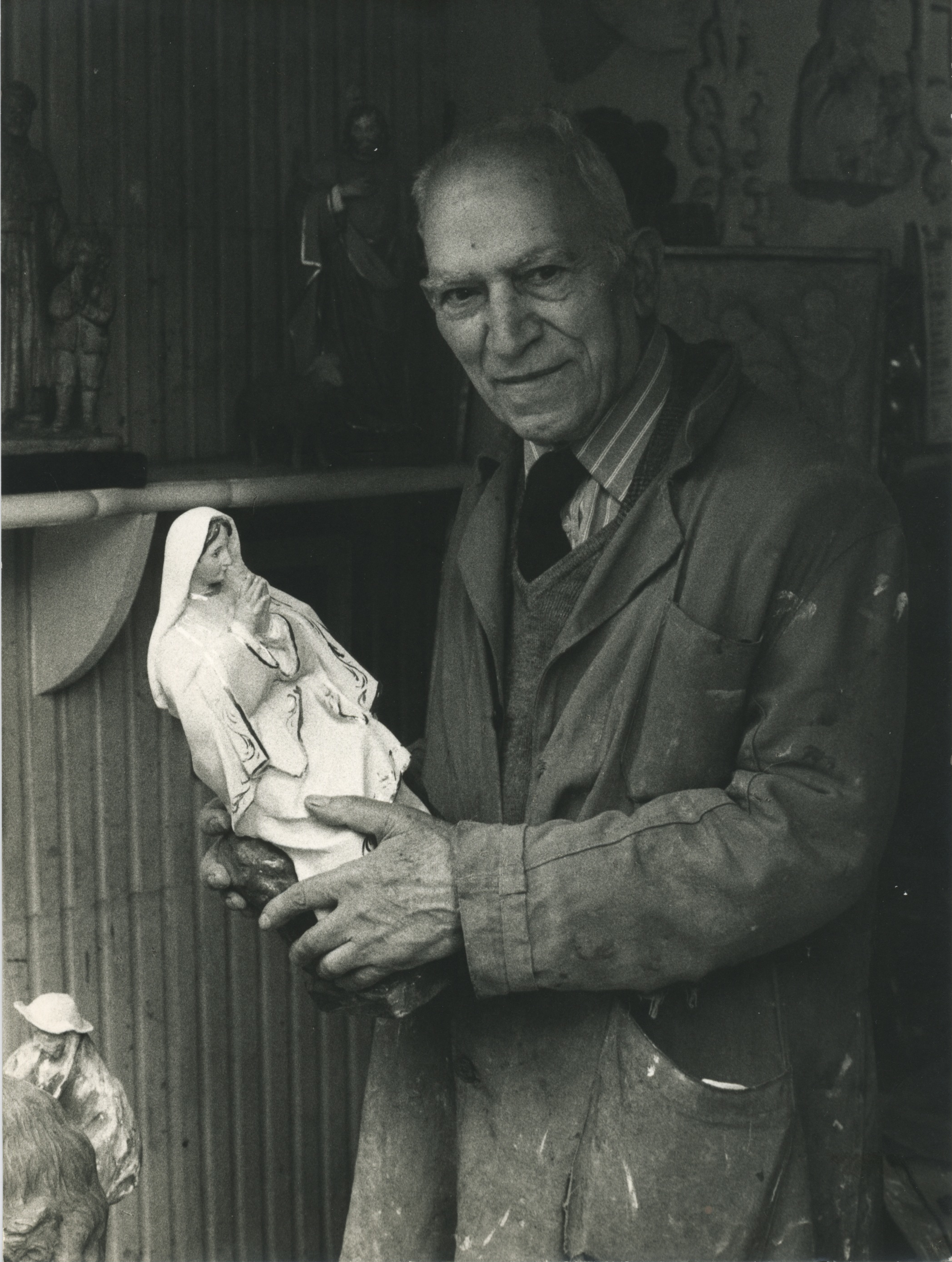
Salvatore Bruno in laboratorio

Salvatore Bruno (Lecce, 7 dicembre 1893 – Bari, 21 novembre 1987) è stato uno scultore italiano, interprete dell'arte della cartapesta della scuola leccese.

## Biografia
A otto anni cominciò ad apprendere i segreti della cartapesta frequentando la bottega di Achille De Lucrezi, che invitò i suoi genitori a iscriverlo alla scuola di disegno di Raffaele Maccagnani, dove Bruno dimostrò subito capacità non comuni e grande abilità nella scultura. Per questa ragione Raffaele Maccagnani, pittore, lo affidò a suo fratello Eugenio Maccagnani, scultore.
Bruno frequentò l’Accademia di Belle Arti di Roma, per poi dedicarsi all’arte della cartapesta, tornando a Lecce e aprendo una bottega assieme al fratello Carmelo. Nel 1933 si trasferì a Bari, dove aprì un proprio laboratorio in Via Putignani 240 (citato nel libro “Né qui né altrove. Una notte a Bari” di Gianrico Carofiglio).

## Opere
Alcune tra le opere di Salvatore Bruno:
- Sant’Anna (altorilievo, 1933), Bari, chiesa di San Rocco
- Sant’Antonio (altorilievo, 1933), Bari, chiesa di San Rocco
- Sant'Antonio (statua, 1951), Bari, parrocchia Rione Carrassi
- Sacro Cuore di Gesù (altorilievo, 1934), Bari, chiesa di San Rocco
- San Domenico (statua, 1953), Sant’Eramo in Colle, cappella campestre
- San Francesco d’Assisi (statua, 1938), Bari, chiesa di Santa Maria degli Angeli
- San Luigi (statua, 1934), Beida (Libia) [1]
- Madonna di Lourdes (statua, 1934), Bari, Parrocchia di San Giuseppe
- Madonna di Lourdes e Santa Bernadette (statue, primi anni trenta del XX secolo)[2], Pulsano, chiesa madre e santuario mariano Santa Maria La Nova
- Santa Rita (altorilievo, 1934), Bari, chiesa di San Rocco
- Presepe (statue), Capurso (BA), Basilica di Santa Maria del Pozzo

Diverse opere (Misteri) di Salvatore Bruno vengono pubblicamente mostrate il Venerdì santo nella Provincia di Bari: ad esempio nella Processione dei misteri di Valenzano (15 opere, tutte appartenenti a pie famiglie valenzanesi), a Bitritto (4 di cui una realizzata con Raffaele Carretta), Palese Macchie (9), Carbonara di Bari (4), Adelfia (1).
Sculture e Misteri del Venerdì Santo di Salvatore Bruno sono anche presenti nelle chiese dell'isola di Malta, dove operò nel 1964.

## Restauri
Alcuni tra i restauri di Salvatore Bruno:
- Cassettonato della chiesa di Santa Chiara (Lecce), 1960
- Soffitto Teatro Curci (Barletta)